# WARNING (いしだ壱成の曲)
「WARNING」（ワーニング）は、いしだ壱成の1枚目のシングル。1994年2月25日発売。発売元はeast west japan。

## 概要
俳優・いしだ壱成のデビュー・シングル。俳優デビュー前からバンド活動/音楽活動は行っていた。作詞作曲も自身が担当。

## 収録曲
全作詞・作曲：いしだ壱成
全編曲：いしだ壱成・中村哲
1. WARNING
  - 1枚目のアルバム『Simple Thing』ではアルバム・バージョンにて収録。
2. ORIGINALITY
3. WARNING（オリジナル・カラオケ）